# Шоссе Шарлеруа
Шоссе́ Шарлеруа́ (фр. Chaussée de Charleroi; нидерл. Charleroisesteenweg) — шоссе в Брюсселе, проходящее через коммуну Сен-Жиль и город Брюссель.

## Расположение
Шоссе Шарлеруа в основном располагается на территории коммуны Сен-Жиль, лишь на несколько метров заходя на территорию Брюсселя. Оно идёт от места пересечения с брюссельской авеню Луиз (фр. avenue Louise), именно здесь заходя на территорию Брюсселя, через территорию Сен-Жиля вплоть до места пересечения с шоссе Ватерлоо (фр. chaussée de Waterloo), имея общую протяжённость около 1200 метров.

## История
Решение о прокладке шоссе было принято в 1840 году. Шоссе прокладывалось на средства частных инвесторов, получивших от городских властей концессию на 90 лет. В районе его примыкания к авеню Луиз вплоть до 1875 года находилась застава, на которой оплачиваля проезд по шоссе — в дальнейшем концессия была выкуплена городом и проезд стал бесплатным.
Застройка примыкающих к шоссе земель зданиями происходила несколько этапов, постепенно продвигаясь от авеню Луиз в сторону шоссе Ватерлоо. На первом этапе, продолжавшемся с 1850 по 1865 годы, шоссе застраивалось частными загородными домами в неоклассическом стиле, окружёнными садами, заборами и стенами — сегодня от этих построек мало что осталось.

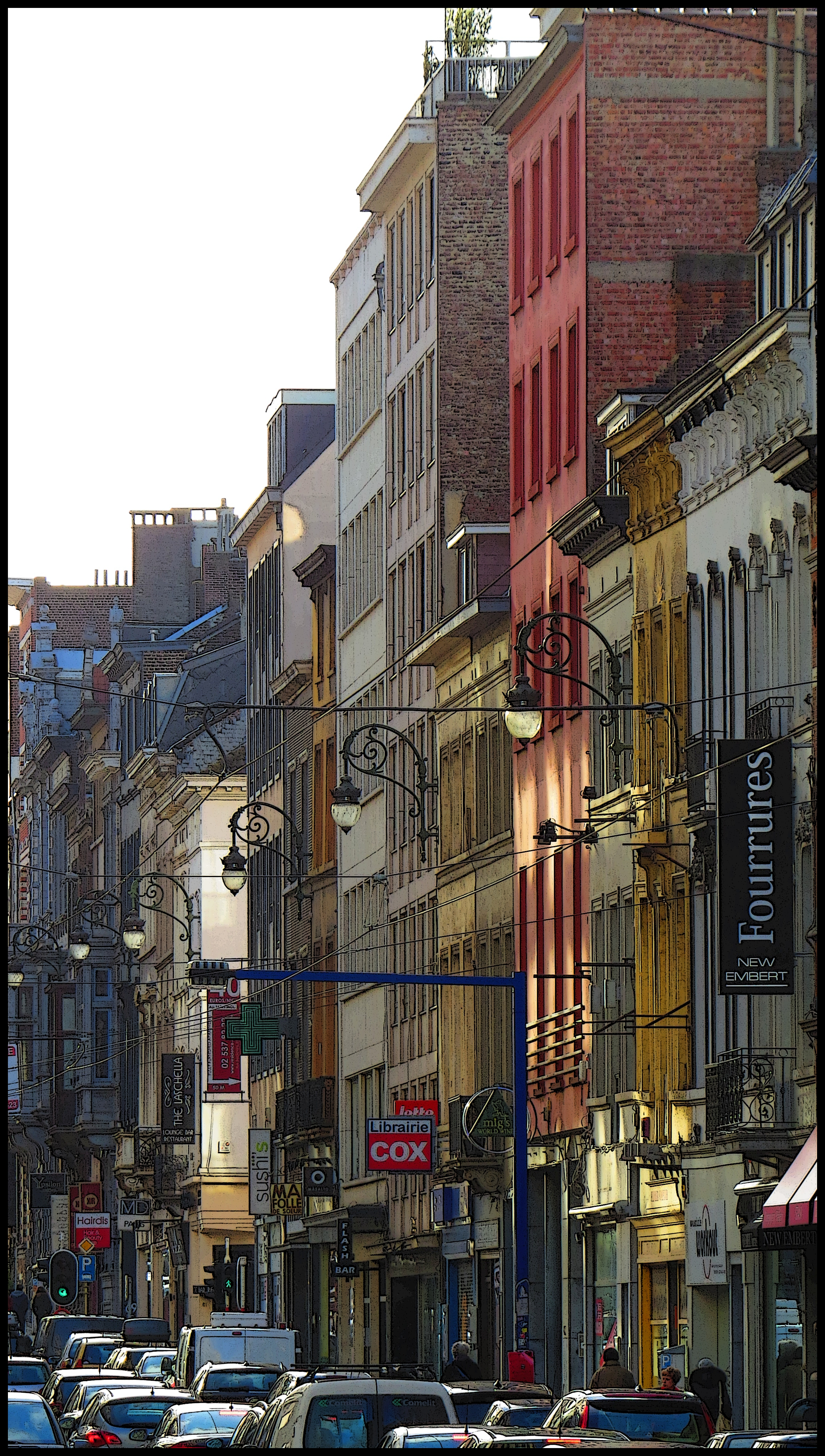
Шоссе Шарлеруа в Сен-Жиле

С 1865 года и вплоть до начала Первой мировой войны шоссе стало застраиваться городскими частными домами, также преимущественно в неоклассическом стиле — на первых этажах некоторых из этих домов стали появляться торговые площади. Постепенно в районах, прилегающих к шоссе Ватерлоо, стали также появляться дома, построенные в стиле нидерландского неоренессанса и эклектики.
Между Первой и Второй мировыми войнами в застройке шоссе доминирует стиль ар-деко, хотя в этот период было построено не так много новых зданий; отдельные здания предшествовавших периодов также перестраивались в этот новомодный стиль.
Следующий период застройки шоссе начался с 1950 года. К этому моменту на шоссе практически не осталось незастроенных участков, поэтому новые здания строились на месте сносимых. На всех участках на месте стоявших до этого небольших домиков строились многоэтажные офисные и жилые дома в соответствии с архитектурными традициями конкретного десятилетия.

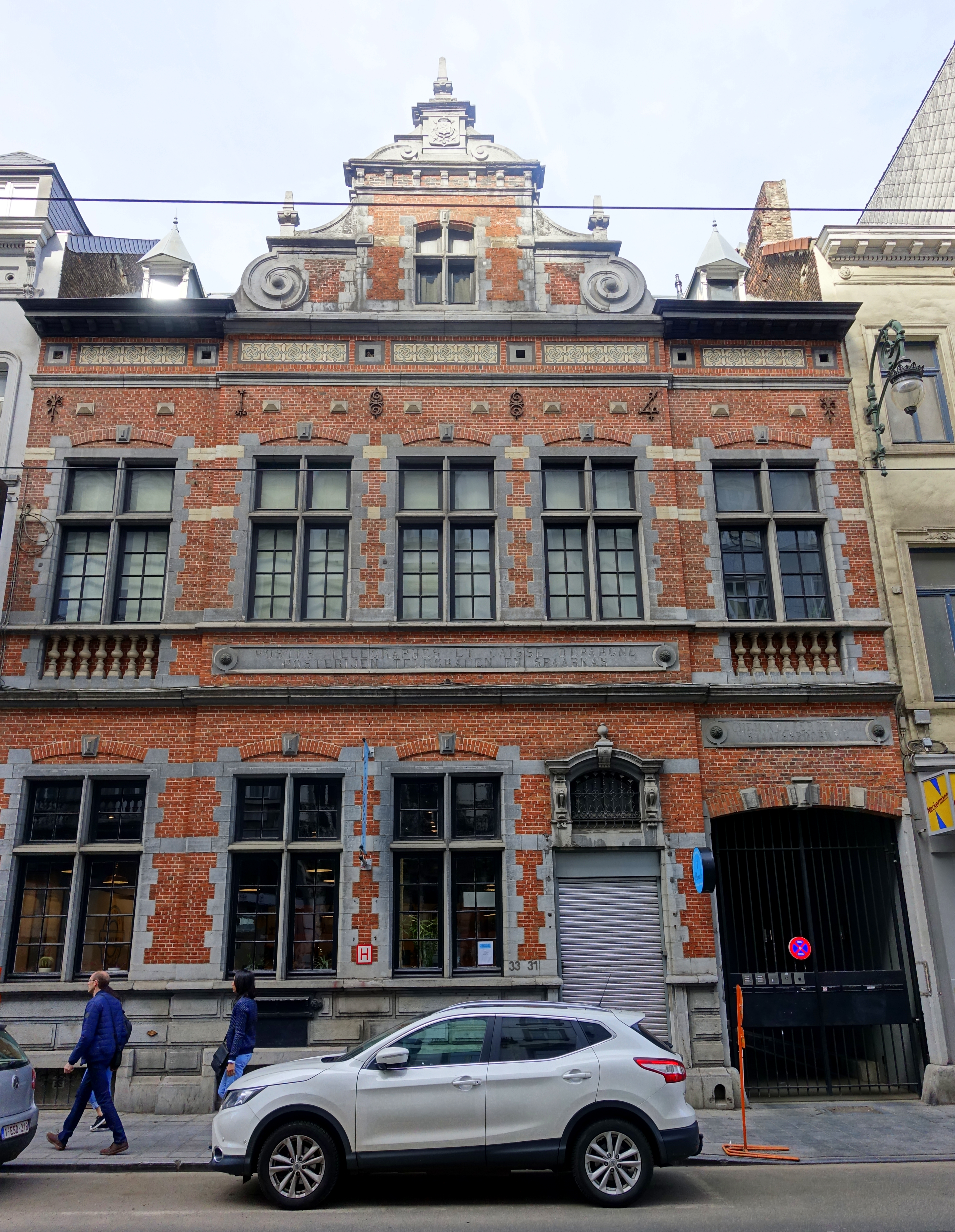
Дом 31-33 по шоссе Шарлеруа

## Происхождение названия
Улица названа в честь города Шарлеруа.